# Бутембо
Бутембо (фр. Butembo) — город в провинции Северное Киву Демократической Республики Конго.
Город расположен к западу от национального парка Вирунга, на высоте 1381 м над уровнем моря. До гражданской войны Бутембо был важным торговым центром с большим рынком, собором, небольшой больницей и аэропортом, район Бутембо был известен производством чая и кофе. По оценкам на 2012 год численность населения города составляла 217 625 человек.
В городе расположена 2-я смешанная бригада вооружённых сил ДР Конго. В 1989 году в Бутембо был основан католический университет Université Catholique du Graben (UCG). В 2006 году в городе был построен отель, хотя он не отличается сравнительно хорошим сервисом, но это место считается безопасным для проживания иностранцев. Начиная с 2007 года Бутембо и его окрестности можно рассмотреть с помощью Google Maps.
В сентябре 2008 года Бутембо был охвачен беспорядками, которые вспыхнули после футбольного матча между командами Socozaki и Nyuki System. В результате было убито 13 и ранено 36 человек.